# Rafael Marques Pinto
Rafael Marques Pinto, detto Rafael Marques (Rio de Janeiro, 21 settembre 1983), è un ex calciatore brasiliano, di ruolo difensore.

## Caratteristiche tecniche
Gioca come difensore centrale.

## Carriera

### Club
Cresciuto nel Botafogo, giocò per un breve periodo al Brasiliense nel 2003. A lato di Scheidt, giocò per il Botafogo che durante il Campeonato Brasileiro Série A 2005 registrò la quarta miglior difesa del torneo. Nel 2006, dopo aver vinto il Campionato Carioca, toccò le 100 presenze nel Botafogo; quindi, nel 2007, Cuca lo lasciò fuori dai titolari.
Nel 2008 passò al Goiás, dove divenne presto titolare sotto la guida tecnica dell'allenatore Hélio dos Anjos.
Il 22 dicembre 2008 viene acquistato dal Grêmio, società in cui si ferma per tre stagioni prima di passare all'Atlético Mineiro.
Il 31 agosto 2013 viene ingaggiato dalla società italiana dell'Hellas Verona.
Il 9 luglio 2015, gli scaligeri lo cederanno gratuitamente al Coritiba.
Il 6 luglio 2016, verrà ceduto al Vasco da Gama. Giocherà 34 gare segnando una rete. Il giocatore, poi, farà causa al club per una faccenda legata alla questione degli stipendi e 3 anni dopo, il 30 aprile 2019, il Vasco da Gama sarà costretto a risarcire il giocatore di 1 milione di Reais.
Il 13 dicembre 2018, firmerà per il Boavista Sport Club. Il 1º luglio 2019, dopo aver giocato appena 6 partite, rescinderà con il club, ritirandosi dalle attività calcistiche.

## Statistiche

### Presenze e reti nei club
Statistiche aggiornate al 17 maggio 2015.
| Stagione                | Squadra                 | Campionato              | Campionato | Campionato | Coppe nazionali | Coppe nazionali | Coppe nazionali | Coppe continentali | Coppe continentali | Coppe continentali | altre Coppe | altre Coppe | altre Coppe | Totale | Totale |
| Stagione                | Squadra                 | Comp                    | Pres       | Reti       | Comp            | Pres            | Reti            | Comp               | Pres               | Reti               | Comp        | Pres        | Reti        | Pres   | Reti   |
| ----------------------- | ----------------------- | ----------------------- | ---------- | ---------- | --------------- | --------------- | --------------- | ------------------ | ------------------ | ------------------ | ----------- | ----------- | ----------- | ------ | ------ |
| 2003                    | Brasiliense             | B                       | 2          | 1          | CB              | -               | -               | -                  | -                  | -                  | -           | -           | -           | 2      | 1      |
| 2004                    | Botafogo                | A                       | 16         | 0          | CB              | -               | -               | -                  | -                  | -                  | -           | -           | -           | 16     | 0      |
| 2005                    | Botafogo                | A                       | 36         | 2          | CB              | -               | -               | -                  | -                  | -                  | -           | -           | -           | 36     | 2      |
| 2006                    | Botafogo                | A                       | 24         | 1          | CB              | -               | -               | -                  | -                  | -                  | -           | -           | -           | 24     | 1      |
| 2007                    | Botafogo                | A                       | 0          | 0          | CB              | -               | -               | -                  | -                  | -                  | -           | -           | -           | 0      | 0      |
| Totale Botafogo         | Totale Botafogo         | Totale Botafogo         | 76         | 3          |                 | -               | -               |                    | -                  | -                  |             | -           | -           | 76     | 3      |
| 2008                    | Goiás                   | A                       | 24         | 1          | CB              | -               | -               | -                  | -                  | -                  | -           | -           | -           | 24     | 1      |
| 2009                    | Grêmio                  | A                       | 27         | 5          | CB              | -               | -               | CL                 | 9                  | 1                  | -           | -           | -           | 36     | 6      |
| 2010                    | Grêmio                  | A                       | 30         | 0          | CB              | -               | -               | CS                 | 2                  | 0                  | -           | -           | -           | 32     | 0      |
| 2011                    | Grêmio                  | A                       | 28         | 4          | CB              | 4               | 1               | CL                 | 8                  | 0                  | -           | -           | -           | 40     | 5      |
| Totale Grêmio           | Totale Grêmio           | Totale Grêmio           | 85         | 9          |                 | 4               | 1               |                    | 19                 | 1                  |             | -           | -           | 108    | 11     |
| 2012                    | Atlético Mineiro        | A                       | 20         | 0          | CB              | 1               | 0               | -                  | -                  | -                  | -           | -           | -           | 21     | 0      |
| 2013                    | Atlético Mineiro        | A                       | 5          | 0          | CB              | -               | -               | CL                 | 1                  | 0                  | -           | -           | -           | 6      | 0      |
| Totale Atlético Mineiro | Totale Atlético Mineiro | Totale Atlético Mineiro | 25         | 0          |                 | 1               | 0               |                    | 1                  | 0                  |             | -           | -           | 27     | 0      |
| 2013-2014               | Hellas Verona           | A                       | 17         | 0          | CI              | 1               | 0               | -                  | -                  | -                  | -           | -           | -           | 18     | 0      |
| 2014-2015               | Hellas Verona           | A                       | 18         | 0          | CI              | 1               | 0               | -                  | -                  | -                  | -           | -           | -           | 19     | 0      |
| Totale Hellas Verona    | Totale Hellas Verona    | Totale Hellas Verona    | 35         | 0          |                 | 2               | 0               |                    | -                  | -                  |             | -           | -           | 37     | 0      |
| 2015                    | Coritiba                | A                       | 0          | 0          | CB              | -               | -               | -                  | -                  | -                  | -           | -           | -           | 0      | 0      |
| Totale carriera         | Totale carriera         | Totale carriera         | 247        | 14         |                 | 7               | 1               |                    | 20                 | 1                  |             | -           | -           | 274    | 16     |

## Palmarès

### Club

#### Competizioni statali
- Taça Guanabara: 1

Botafogo: 2006
- Campionato Carioca: 1

Botafogo: 2006
- Taça Rio: 1

Botafogo: 2007